# Cryptostylis clemensii
Cryptostylis clemensii är en orkidéart som först beskrevs av Oakes Ames och Charles Schweinfurth, och fick sitt nu gällande namn av Johannes Jacobus Smith. Cryptostylis clemensii ingår i släktet Cryptostylis, och familjen orkidéer. Inga underarter finns listade i Catalogue of Life.